# Institut de France

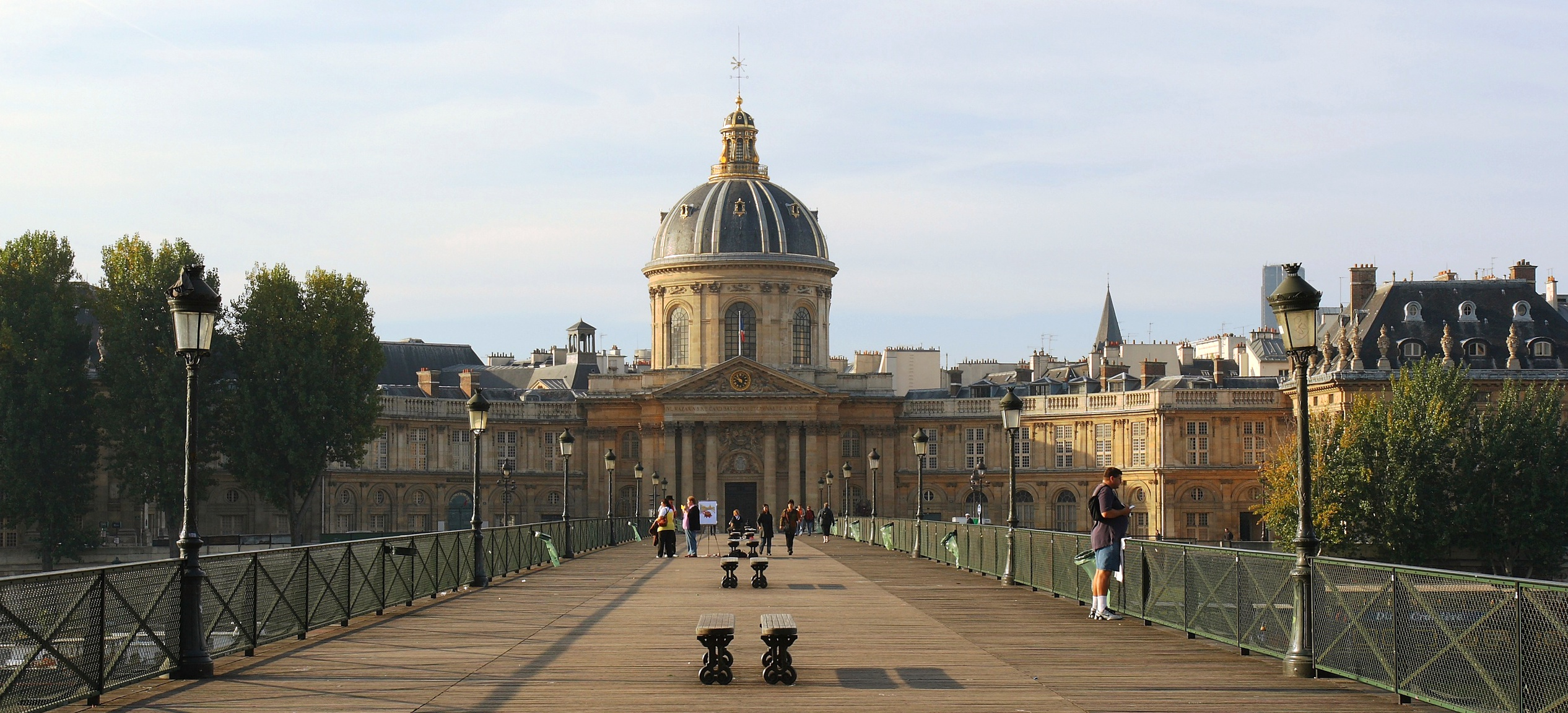
L'Institut de France visto dal Pont des Arts

L'Institut de France (Istituto di Francia) è stato costituito il 25 ottobre 1795. Esso raggruppa cinque accademie:
- l'Académie française (lingua e letteratura francese), fondata nel 1635;
- l'Académie des inscriptions et belles-lettres (storia e letterature antiche), fondata nel 1663;
- l'Académie des sciences (scienze), fondata nel 1666;
- l'Académie des beaux-arts (accademia di belle arti), fondata nel 1803;
- l'Académie des sciences morales et politiques (scienze morali e politiche), fondata nel 1795.

## L’edificio

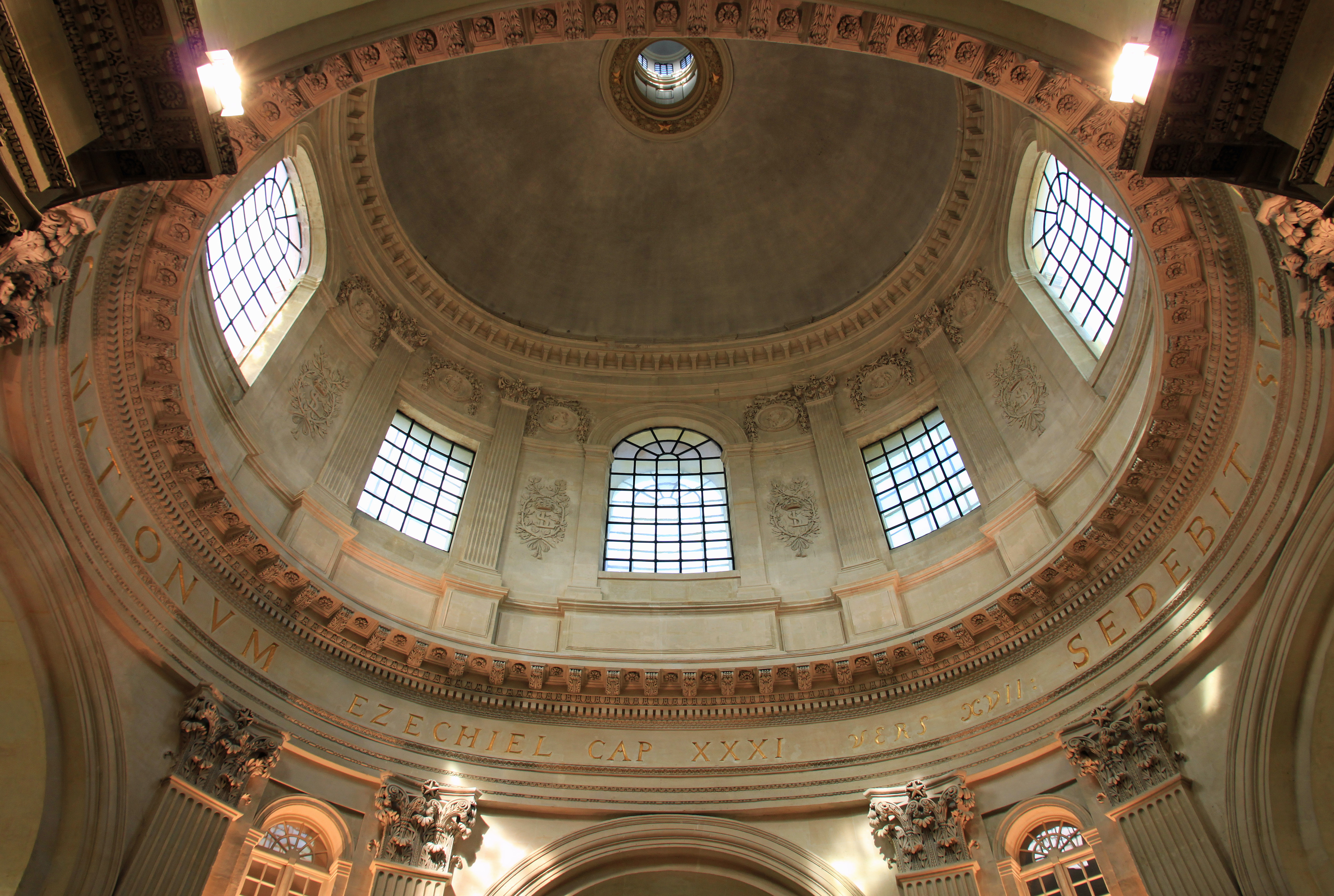
la cupola ellittica.

Nel 1661, nel suo testamento il cardinale Mazarino, grazie alle sue grandi ricchezze, dispose la fondazione di un collegio in grado di ospitare sessanta gentiluomini delle nazioni tenute all'obbedienza verso il re di Francia e Navarra in conseguenza della pace di Vestfalia (1648) e del trattato dei Pirenei (1659); da questo deriva il nome di Collège des Quatre-Nations (le quali sono Artois, Alsazia, Rossiglione e Piemonte). Jean-Baptiste Colbert incaricò Louis Le Vau di edificare il collegio di fronte alla Cour carrée del Louvre. La costruzione fu realizzata tra il 1662 e il 1688.
Nel 1805, su richiesta di Napoleone, l'Institut de France si installa nel collegio. L'architetto Antoine Vaudoyer trasforma la cappella nella sala destinata alle sedute delle accademie.
L'Institut de France possiede anche un certo numero di fondazioni in Francia e in altri paesi; di queste la più importante è il Castello di Chantilly.

## Biblioteche
L'Istituto sostiene quattro biblioteche per la ricerca:
- Biblioteca Mazzarino, Parigi;
- Bibliothèque de l'Institut, Parigi;
- Bibliothèque de la Fondation Thiers, Parigi;
- Bibliothèque du Musée Condé, Chantilly.